# Saint-Antoine-de-Breuilh
Saint-Antoine-de-Breuilh – miejscowość i gmina we Francji, w regionie Nowa Akwitania, w departamencie Dordogne.
Według danych na rok 1990 gminę zamieszkiwało 1756 osób, a gęstość zaludnienia wynosiła 99 osób/km² (wśród 2290 gmin Akwitanii Saint-Antoine-de-Breuilh plasuje się na 239. miejscu pod względem liczby ludności, natomiast pod względem powierzchni na miejscu 624.).